# Jean Prouff
Jean Prouff (Peillac, 12 settembre 1919 – Lannion, 12 febbraio 2008) è stato un allenatore di calcio e calciatore francese, di ruolo centrocampista.

## Carriera
Da calciatore vinse un campionato francese nel 1949 con lo Stade Reims. Da allenatore il suo palmarès conta due Coppe di Francia (1965 e 1971, entrambe con il Rennes) ed un campionato belga (1963). Nel 2001 è stato nominato miglior allenatore nella storia del Rennes.

## Palmarès

### Giocatore

#### Competizioni nazionali
- Campionato francese: 1

Stade Reims: 1948-1949
- Coppa di Francia: 1

Stade Reims: 1949-1950

### Allenatore

#### Competizioni nazionali
- Coppa di Francia: 2

Rennes: 1964-1965, 1970-1971
- Supercoppa francese: 1

Rennes: 1971
- Campionato belga: 1

Standard Liegi: 1962-1963

#### Individuale
- Allenatore francese dell'anno: 1

1971